# Verrucularia
Verrucularia é um género botânico pertencente à família Malpighiaceae.

## Espécies
- Verrucularia glaucophylla A.Juss.
- Verrucularia piresii W.R.Anderson